# Sliding Doors
Sliding Doors es una película británica-estadounidense de fantasía y comedia dramática de 1998, escrita y dirigida por Peter Howitt y protagonizada por Gwyneth Paltrow, John Hannah, John Lynch, Jeanne Tripplehorn y Virginia McKenna. La música de la cinta fue compuesta por David Hirschfelder.

## Sinopsis
La vida amorosa y profesional de una mujer de Londres se divide en dos, sin que ella lo sepa, dependiendo de si logra tomar un tren o no. La historia se bifurca en dos mundos paralelos donde se puede ver lo que sucede con su vida en ambos casos.

## Elenco
- Gwyneth Paltrow como Helen Quilley.
- John Hannah como James Hammerton.
- John Lynch como Gerry.
- Jeanne Tripplehorn como Lydia.
- Zara Turner como Anna.
- Douglas McFerran como Russell.
- Paul Brightwell como Clive.
- Nina Young como Claudia.
- Virginia McKenna como Mrs. Hammerton
- Kevin McNally como Paul.
- Christopher Villiers como Steve.

|                  |              |
| Gwyneth Paltrow. | John Hannah. |